# Sirão
Sirão (também chamado de Síron; fl. c. 50 a.C.) foi um filósofo epicurista que viveu em Nápoles.
Ele foi um professor de Virgílio, e ensinou em sua escola em Nápoles. Existem dois poemas atribuídos a Virgílio no Appendix vergiliana, que mencionam Sirão, e onde o autor fala em buscar a paz na companhia de Sirão:
Estou navegando para os portos dos abençoados em busca das palavras sábias do grande Sirão e redimirei minha vida de todo cuidado.
Cícero também menciona Sirão várias vezes e fala de Sirão junto com Filodemo como sendo "excelentes cidadãos e homens muito eruditos". O comentarista Sérvio, do século V, afirmou que Sirão foi comemorado na sexta Écloga de Virgílio como o personagem Sileno.